# Уилкокс (Вайоминг)
Уилкокс (англ. Wilcox) — невключённая территория в округе Олбани, Вайоминг (США). 

## География
Местность расположена на шоссе Вайоминг 30/287 в 5 км к северу от города Рок-Ривер.

## История
Уилкокс более известен как место ограбления поезда 2 июня 1899 года Бутчем Кэссиди и его бандой. Банда ограбила поезд Union Pacific Overland Flyer №1, взяв его штурмом и, отделив локомотив, взорвала динамитом сейф в одном из вагонов и скрылась с суммой денег в размере 36 000 долларов. Железнодорожная линия, где произошло ограбление, ныне нерабочая, а сам участок находится на частной земле.